# Молода кров
«Молода кров» (с укр. — «Молодая кровь») — украиноязычный студийный альбом дуэтов украинской певицы Тины Кароль, выпущенный 20 августа 2021 года. Пластинка является десятой по счёту в дискографии певицы.

## Об альбоме
Молода кров — музыкальный альбом дуэтов Тины Кароль. В нём певица представила песни-коллаборации с юными и прогрессивными исполнителями украинской эстрады. Проект вышел при поддержке Министерства культуры. В альбом вошли семь композиций записанные с такими артистами как: Wellboy, группой KAZKA, артисткой Alina Pash, группами Latexfauna и Сам на Сам, Никитой Ломакиным и Ivan Navi. Тина Кароль, посвящает этот альбом будущему украинской музыки
Как говорит сама певица:
«У меня было несколько украинских песен, и я подумала: почему я буду снова петь одна? Нужно лучше вспушить кого-то из молодых и талантливых, показать их многомиллионной аудитории. Я услышала, что в этих песнях звучат именно эти голоса».
Миссия проекта открыть для широкой аудитории новые имена, пополнить каталог украинской музыки современными песнями и обратить внимание слушателей на украинскую поп-культуру.
«Мне всегда приятно поддерживать такие инициативы. Продвижение молодых талантов — это знаковая тема, особенно накануне 30-летия независимости Украины», — говорит певица.

## Предыстория
Тина Кароль призналась — реализовала проект почти полностью за свой счёт. И очень надеется, что это только начало, и будет «Молодая кровь» вторая, третья, четвёртая части. Не так давно Тина продала свой NFT-лот — уникальный цифровой автограф в виде отпечатка пальца. Полученные средства Тина Кароль передала на развитие своего музыкального проекта «Молодая кровь».
«Все вырученные средства передаю в проект „Молода кров“ — будущий украиноязычный альбом, выход которого приурочен ко Дню независимости Украины. В нём вы услышите неожиданные дуэты и мы вместе откроем новые имена. Важно помнить историю и создавать новую. Проект „Молода кров“ о музыке и молодых исполнителях, которые будут звучать завтра», — написала Тина.
Позже стало известно, что покупатель приобрел лот за 12,4 BNB, а это примерно 103,7 тысячи гривяен.

## Продвижение
Проект «Молода кров» — это совместный украиноязычный альбом Тины и 7-ми молодых перспективных исполнителей. Об этом проекте, который приурочен к 30-летию независимости Украины. 20 августа 2021 года, певица пришла в студию телеканала 1+1 рассказать в «Завтраке с 1+1» вместе с министром культуры и информационной политики Александром Ткаченко. Ведь проект поддерживает Министерство культуры и информационной политики Украины.
«Слушайте альбом на всех стримингових площадках и поддерживайте украинскую молодежь, давайте объединяться, будем целостными», — сказала Тина Кароль.
Тина Кароль вместе с группой KAZKA представила украиноязычную песню «Зірочка». Певицы выступили с новой песней на «Вечере премьер» с Екатериной Осадчей.

## Синглы
13 августа 2021 года Тина выпустила дуэтную песню «Зірочка» с группой KAZKA. Это первый трек из украиноязычного альбома дуэтов «Молодая кровь». Вторым синглом из альбома, стала композиция «Bounty», вышедшая 17 августа того же года. Сингл записан совместно с украинской группой Latexfauna.

## Список композиций
| №  | Название            | Текст песни                               | Музыка                             | Длительность |
| -- | ------------------- | ----------------------------------------- | ---------------------------------- | ------------ |
| 1. | «Черкай Ісрку»      | Тина Кароль D'Meetri Griffin              | Тина Кароль Omer Agca              | 3:17         |
| 2. | «Bounty»            | Илья Случанко Тина Кароль Дмитрий Зезюлин | Тина Кароль О. Мельников А. Димань | 4:22         |
| 3. | «Здатен»            | Евгений Гарбаренко Кондрашин вячеслав     | Тина Кароль Самовилов Юрий         | 2:55         |
| 4. | «Ангели все знають» | Игнатченко Андрей D’Meetri Griffin        | Omer Agca Тина Кароль              | 2:54         |
| 5. | «Дотики»            | Миронченко В. Хонякин М.                  | Миронченко В. Хонякин М.           | 2:48         |
| 6. | «Зірочка»           | Д. Ципкрдюк                               | Тина Кароль Д. Ципердюк            | 3:40         |
| 7. | «Невірний»          | D’Meetri Griffin Тина Кароль              | Omer Agca Тина Кароль              | 3:00         |
| 8. | «Хто як не я»       | Клименко И. П. Савраненко А. Тукало O.B   | Тина Кароль                        | 2:59         |

## История релиза
| Регион | Дата            | Формат                         | Версия     | Лейбл                 | Прим.  |
| ------ | --------------- | ------------------------------ | ---------- | --------------------- | ------ |
| Мир    | 20 августа 2021 | Цифровая дистрибуция, стриминг | украинская | Самостоятельный релиз | [ 15 ] |
| СНГ    | 20 августа 2021 | Радиоротация                   | украинская | Самостоятельный релиз | [ 16 ] |